# 山城街道
山城街道，是中华人民共和国山東省枣庄市山亭区下辖的一个乡镇级行政单位。

## 行政区划
山城街道下辖以下地区：
双山社区、东山亭社区、西山亭社区、格上社区、桃山头社区、柴林社区、郭庄社区、沈庄社区、前官庄社区、后官庄社区、东鲁社区、西鲁社区、西山腰社区、石龙口社区、段庄社区、紫薇社区、南庄社区、岩店村、南官庄村、岩底村、吴庄村、小王庄村、岩头村、驳山头村、东江村、海子村、横岭埠村、养子峪村、沃里村、善崮村、小河崖村、刘庄村、库山头村、南洼村、柱子山村、中水峪村、朴山前村、王峪村、沙河头村、薄板村、枣树岭村、东水峪村、东南庄村、东山腰村和三山前村。

## 中国传统村落
2012年，兴隆庄村被评为首批“中国传统村落”。